# مورينو كوستانزو
مورينو كوستانزو (بالإيطالية: Moreno Costanzo)‏ (20 فبراير 1988 بويل في سويسرا - ) هو لاعب كرة قدم سويسري وإيطالي في مركز الوسط. شارك مع منتخب سويسرا تحت 21 سنة لكرة القدم ومنتخب سويسرا لكرة القدم. أما مع النوادي، فقد لعب مع نادي آراو ونادي سانت غالن ونادي فادوتس ونادي يانغ بويز ونادي ويل.

## وصلات خارجية
- مورينو كوستانزو على موقع الاتحاد الأوربي (الإنجليزية)
- مورينو كوستانزو على موقع قاعدة بيانات كرة القدم.إي يو (الإنجليزية)
- مورينو كوستانزو على موقع ناشيونال فوتبول تيمز (الإنجليزية)
- مورينو كوستانزو على موقع Soccerway.com (الإنجليزية)
- مورينو كوستانزو على موقع عالم كرة القدم.نت (الإنجليزية)
- مورينو كوستانزو على موقع AS.com (الإسبانية)